# Sekundærrute 551
Sekundærrute 551 er en rutenummereret landevej i Østsalling i Skive Kommune, Region Midtjylland.

## Vejens navne
I store træk svarer sekundærruten til den gamle landevej fra Skive og til Fur Sund. Vejen skifter navn flere gange. Længst mod syd (i Resen Sogn) hedder vejen Furvej. I den tidligere (Sundsøre Kommune hedder vejen først Furvej, derefter Aakjærsvej, Klostervej, Grinderslevvej, Vihøjvej og Fur Landevej.

## Rutens forløb
Furvej starter ved rundkørslen ved Primærrute 26 (Vestre Boulevard og Nørre Boulevard). Furvej går gennem den tidligere landsby Resen (nu en bydel i Skive). 
Lidt syd for landsbyen Grønning (med Grønning Kirke) skifter vejen navn til Aakjærsvej, der går igennem Grønning. 
Midt i Breum, der var kommunesæde i den daværende Sundsøre Kommune, skifter vejen navn til Klostervej. Klostervej går øst om den domkirkelignende Grinderslev Kirke, der er en rest af Grinderslev Kloster. 
Grinderslevvej går nord om Grinderslev Kirke. Vejen går over Sundsørevej/ Rybjergvej og skifter navn til Vihøjvej. 
Denne vej bliver hurtigt til Fur Landevej, der går igennem den meget lille bebyggelse Hinnerup (ved Hinnerup Å) og vest om landsbyen Thorum (med Thorum Kirke). Derefter fortsætter Fur Landevej vest om landsbyen Selde (med Selde Kirke). Vejen slutter ved Branden, hvor der er færge til øen Fur.